# Каролина Нојбер (драма)
Каролина Нојбер је драма Небојше Ромчевића, објављена 1998. године. Јунакиња по којој драма носи име јесте немачка глумица из 18. века, реформаторка позоришта, идеалиста и борац. Упркос томе што говори о дешавањима са средине 18. века, захваљујући својој ширини и универзалности, ова драма носи печат актуелности и представља савремену друштвену сатиру, попут осталих Ромчевићевих текстова. Каролина Нојбер бави се неким од кључних дилема (пост)модерног човека: распетост између слободе и конформизма, несагласност напретка и етике, сукобљеност уживања и спознаје, конфликт начела стварности и утопијских стремљења.

## Лица
- Каролина Нојбер, рођена Вајсенборн
- Јохан Нојбер, Каролинин муж
- Јохан Готшед, прослављени глумац
- Госпођа Готшед
- Отац
- Шпигел Берг
- Маргарета Хофман
- Сељак

## Сиже
У двадесет пет фрагмената, ова драма отворене форме, води читаоца кроз кључне моменте биографије славне глумице, током више деценија: од сукоба са оцем и напуштања родитељског дома, преко успона у позоришној каријери и борбе у просвећивању народа, до исцрпљености, губитка идеала и коначног слома. Ипак ово није биографска драма, јер се аутор према биографским подацима односи релативно слободно и они му превасходно служе као подстицај за развијање широког дијапазона тема: необразованости и просвећивања, рђавог укуса и префињености, стварности и идеала, живота и позоришта.
Живећи у расцепканој Немачкој која нема свој национални репертоар и где је публика прилично сирова и неука, Каролина Нојбер покушава да кроз промену репертоара и нови начин глуме оплемени свој народ и доведе га до виших истина. Водећи борбу против заосталости, јунакиња се истовремено обрачунава и са сопственом прошлошћу. Одрекавши се оца, Каролина креће у неизвесност, свесна да се нешто мора променити. Следећи идеале, Каролина, а са њом и Јохан, дозивеће низ успеха и падова, тренутке славе и крајњу беду. Представљајући живот као коло среће, као неухватљиву игру судбине, у којој сте једног дана на врху, а другог на дну, Ромчевић ниже сцене у којима се идеализам главне јунакиње на моменте чини остваривим и реалним, док се у следећем тренутку открива као утопија која води ка трагичном завршетку.
Ношена потребом да испита моћ позоришта, глумица се нашла пред суровом истином да театар зависи од оне исте публике чију свест ваља мењати. Њени узлудни напори показатељ су да се светина не може васпитавати тако деликатним средствима као што је трагичка уметност. Укус се мора обликовати и образовати у институцијама које неће зависити само од популарности комада који се играју, већ и од њиховог културноисторијског значаја.
Чувен је монолог у ком се Каролина директно обраћа публици, када је заспу звиждуцима, током њеног последњег наступа: "Зашто сте такви? Зашто сте тако окрутни? Шта сам учинила? За шта ми се светите? Да бих се вама допала, седам дана пробам један једини покрет руке. А ви? Мрзите ме и ловите моје грешке. Ликујете када се саплетем на сцени, радујете се када заборавим текст. Вежбате памет смишљајући где сам ја погрешила. Свако од вас расправља о позоришту, али када позориште расправља о вама, ви се вређате. Ја нисам ваш непријатељ. Ја сам желела да вам помогнем. Ви сте моја деца, и моја породица, и мој идеал. Зар су ваш смех и сузе вреднији од мог живота? А данас сте дошли да ме сахраните." 

## Драма у драми
Пишући о Каролини Нојбер, Небојша Ромчевић открива читаоцима другу, унутрашњу, неулепшану страну театра, промишљајући још једном о статусу уметника у друштву и односу уметности и стварности. Каролина Нојбер представља трагичку расправу о драмском укусу, о смислу драмског представљања, залазећи у простор метатеатра. Ова структура комада, позоришта у позоришту, веома је популарна у српској драматургији као метафора за судбину уметности и уметника у политичким и друштвеним превирањима (Путујуће позориште Шопаловић, Лари Томсон, Турнеја, Говорна мана).

## Позоришни животКаролине Нојбер
Каролина Нојбер је први пут изведена 1998. у Будви на фестивалу Град театар, у режији Никите Миливојевића, са Анитом Манчић у насловној улози. Представа је 1999. године доживела апсолутни тријумф на 44. Стеријином позорју, када је награђена у готово свим категоријама.

### Најпознатија извођења
- 1998. Будва Град театар, режија: Никита Миливојевић, главна улога: Анита Манчић
- 2009. Народно позориште у Кикиниди, режија: Ненад Гвозденовић, главна улога: Мина Стојковић
- 2011. Позориште Тимочке крајине „Зоран Радмиловић“ из Зајечара, режија: Милош Јагодић, главна улога: Биљана Ђуровић
- 2015. Градско позориште „Абрашевић“ из Ваљева, у режији Мирослава Трифуновића, главна улога: Маја Лукић